# Галерея BD1
BD1 Gallery художня галерея в місті Бредфорд, Західний Йоркшир, заснована в 2017 відкрилася з виставкою фотографа Лоуренса Ватсона, демонструючи фото його 30- річної кар'єри, збіркою фото музикантів та груп Oasis, Девід Бові, Морріссі, Ліам Галлахер, Ноел Галлахер, Пол Уеллер, Snoop Dogg, Айзек Гейз, Run DMC та Джорджа Клінтона.

## Засновник
Галерея заснована Оператором Семом Брауном який працював у сфері кінематографа 25 років, знімав відео кліпи для Мадонни (Give It 2 Me разом з Фарреллом Вільямсом), Foals, The Last Shadow Puppets, Moby, Скот Вокер та Dirty Pretty Things.

## Виставки

### The World Is Yours
Дебютна виставка The World Is Yours в 2017 є фотографічною ретроспективою Лоуренса Ватсона який працював у сфері музики та фотокореспондентом для журналу New Musical Express, допомагав зі створенням обкладинки для альбомів Пола Веллера та Ноела Галлахера. Виставка відбулася також в містах Единбург та Лондон.